# تاکین
تاکین (نام علمی: Budorcas taxicolor) نام یک گونه از تیره گاوسانان است.
تاکین به عنوان حیوان ملی بوتان شناخته می شود.
محل زندگی این حیوان مناطق کوهستانی با ارتفاع بالا می باشد.
این حیوان از احترام ویژه ای از گذشته تا به حال برخوردار بوده است.
زیستگاه بومی این حیوان کشور بوتان و کوهستان های هیمالیا می باشد.